# Pharsalia mortalis
Pharsalia mortalis är en skalbaggsart som först beskrevs av Thomson 1857.  Pharsalia mortalis ingår i släktet Pharsalia och familjen långhorningar. Inga underarter finns listade i Catalogue of Life.